# V-2
V-2 је једна од првих балистичких ракета коју је немачка војска користила у завршној фази Другог светског рата, за нападе на циљеве у Британији и Белгији. Немци су до краја рата лансирали више од 1.000 ракетних бомби на Велику Британију од којих је 660 пало на Лондон. Она представља почетак ракетне трке која ће се развити током Хладног рата и која ће учинити могућим лет на Месец и лансирање сонди изван Сунчевог система.

## Развој
Почетком 1927. године немачко Друштво за свемирске летове започело експерименте са течним ракетним гориво. Ракете са погоном на чврсто гориво коришћене су током Првог светског рата због чега је Версајским споразумом Немачкој забрањено истраживање и развој ракета на чврсто гориво. Током 1932. године немачки Рајхсвер је почео да показује интересовање за њихово истраживање због могуће војне употребе ракета. У том циљу истраживачки тим немачке војске предвођен генералом Валтером Дорнбергером посетио је њихов истраживачки центар где им је приказана демонстрација возила на ракетни погон којим је управљао Вернер фон Браун. Иако је ракета имала ограничене способности, Дорнбергер је препознао фон Браунову генијалност и приволео га да почне да ради за немачку војску.
Преостали чланови друштва следили су фон Брауна тако да су ускоро сви радили за немачку војску. У децембру 1934. године фон Браун је постигао запажен успех када је успешно лансирана ракета А2 (А за агрегат), мали модел који је као погонско гориво користио етанол и течни кисеоник. Даља истраживања настављена су у правцу повећања поузданости ракете. Испитане су различите врсте горива али је немачка војска подржавала употребу етанола зато што је Немачка одувек имала проблема са недостатком фосилних горива. Током Другог светског рата, велики број ракета користио је као погонско гориво етанол који се добијао из кромпира.
Године 1936. тим је започео рад на усавршеним моделима ракета А3 и А4. А4 је била ракета у правој величини са дометом од око 175 km, плафоном од 80 km и носивошћу од 1 t. До повећања у перформансама дошло је након комплетног редизајнирања ракетног мотора Валтера Тиела. Убрзо је постало јасно да се фон Браунови пројекти полако претварају у право оружје због чега је Дорнбергер преселио комплетан тим из места Кумерсдорф (у близини Берлина) у мали градић Пенеминде, на острву Усдом на немачкој балтичкој обали, како би се обезбедио потребан простор за тестирање и осигурала тајност.
Испоставило се да је А3 проблематична дизајн због чега је извршена њена модификација која је названа А5. Нови модел је био изузетно поуздан и до краја 1941. године успешно је лансирано 75 ракета А5. Прва ракета А4 полетела је у марту 1942. године, али се након лета од 1,6 km срушила у море. Приликом другог ланисрања ракета је експлодирала након што је достигла висину од 11 km. Трећа ракета лансирана 3. октобра 1942. извела је савршен лет. Ова ракета, која је прелетела 193 km била је први објекат направљен људском руком који је досегао свемир.
Почетком 1943. године покренута је серијска производња ракета А4 под називом или скраћено В2 како је названа на инсистирање немачког министра пропаганде Јозефа Гебелса. Савезници су већ били упознати са постојањем овог оружја. Пољски покрет отпора успео је да на десној обали реке Буг дође до остатака ове ракете испаљене у истраживачком центру Близна тако да су сви витални технички подаци достављени Британској обавештајној служби. Британци су покренули масовну бомбардерску кампању на Пенеминде због чега је погинуо велики број стручних радника што је значајно успорило тестирање и производњу.

## Технички подаци
V-2 је била беспилотна, инерцијално вођена балистичка ракета. Кратко време након лансирања користила је сопствени погон док ју је систем за навођење усмеравао ка циљу. Након гашења мотора настављала је слободан лет (отуда израз балистичка). V-2 је имала оперативни домет од око 300 km и бојеву главу од 1.000 kg. Највеће могуће одступање од циља износило је 17 km. То значи да је на удаљености од 300 km било само 50% шансе да ракета падне у пречнику од 17 km око циља. Због мале прецизности њоме се нису могли гађати мањи циљеви, као што су фабрике али је била довољно прецизна за гађање великих градова као што је Лондон.
V-2 је као погонско гориво користио алкохол (етанол и воду) док је као оксидант коришћен течни кисеоник. Пумпе за гориво и оксидант су биле парне турбине, а пара је добијана из концентрованог водоник-пероксида док је као катализатор коришћен калијум-перманганат. Погонско гориво било је смештено у алуминијумске резервоаре како би се смањила тежина ракете због чега је њена производња, с обзиром на велику цену и недостатак ове легуре представљала велико оптерећење за немачку привреду. Мотор је стартован тако што би се две хиперголичне супстанце убризгале у комору за сагоревање, где је приликом њиховог мешања долазило до самозапаљења и стварања варнице која је палила гориво.
У комори за сагоревање температуре су се кретале између 2.500 до 2.700 °C. Смеша алкохола и воде пумпана је дуж двоструког зида главне коморе за сагоревање. На тај начин хлађена је комора и загревано гориво. Гориво је затим упумпавано у главну комору за паљење кроз 1224 дизне чиме је постизана одговарајућа смеша алкохола и кисеоника. Мале рупице омогућавале су да мале количине алкохола прођу директно у комору за сагоревање где су формирале танак слој који је додатно штитио зидове коморе, нарочито на отвору где је комора била најужа. Овај заштитни слој палио се у додиру са атмосфером и производио дугачки издувни траг који је остајао за ракетом.
V-2 је имао инерцијални жироскопски навигациони систем који је управљао са четири закрилца репним крилним површинама и са четири унутрашња графитна закрилца која су се налазила на самом излазу из мотора. Каснији модели V-2 користили су „зраке за навођење“ (радио-сигнале који су се емитовали са земље) који су их усмеравали према циљу, али су првобитни модели користили једноставан аналогни рачунар који би подешавао азимут ракете док је њен домет контролисан прекидом рада мотора који је активиран од стране земаљске контроле коришћењем Доплер система или од стране уграђених акцелеромера. Ракета би престала са убрзавањем и убрзо би достигла највишу тачку на путањи лета.
Први произведени модели ракете били су камуфлажно офарбани али је пред крај рата ракета углавном испоручивана у маслинасто-зеленој и зеленој боји. Током тестова ракета је била офарбана као шаховска табла, са црним и белим пољима зато што је оваква шема за бојење омогућавала да се установи да ли се ракета током лета окреће око своје уздужне осе.
Током Другог светског рата укупно је произведено око 6.000 V-2 док је само око 3.500 употребљено против савезничких циљева. Више стотина ових ракета заробљено је на крају рата од стране савезника.

## Лансирна места
Дорнбергер је сматрао да V-2 мора да има покретну лансирну рампу али је превагнуло Хитлерово инсистирање на изградњи подземних бункера одакле би се лансирале ове ракете. Према његовим плановима, ракете V-2 би се у непрекинутом низу довозиле железницом до ових бункера одакле би се стално лансирале на непријатељске циљеве.
Изградња првог оваквог бункера почела је 1943. године у Еперлеку у близини Сент Омера у области Па де Калеа у Француској. Британци су одмах уочили масивне грађевинске радове на овој локацији због чега су отпочели масивну бомбардерску кампању која је натерала Немце да одустану од даље изградње иако су најтеже британске авионске бомбе „Тол бој“ (енгл. Tall boy – високи дечко) тешке 10 t, које су бачене током бомбардерских напада имала слаб учинак и нису успеле да нанесу већу штету објекту.
Изградња другог оваквог објекта под називом „Купола“ (фр. La Cupole) отпочела је недалеко одатле у оближњем каменолому али је и она убрзо прекинута због тешких напада из ваздуха. Последња локација на којој је покушана изградња подземног бункера за лансирање ракета V-2 била је јужније у близини Шербура али је овај пут напад британских бомбардера уследио пре него што се бетон стегао.
Неуспех изградње фиксних места за лансирање приморао је Хитлера да се врати на првобитну Дорнбергерову идеју и да одобри изградњу покретних лансирних рампи. Потребна опрема за лансирање и гориво било је смештено на 30 камиона. Ракета је до места за лансирање транспортована посебном приколицом Фидалваген, а затим би посада монтирала бојеву главу. Ракета би затим била пребачена на приколицу Мајлерваген којом је транспортована на место за лансирање где би била усправљена на сто за ланисрање. Пре лансирања ракета би била напуњена горивом, наоружана, били би подешени жироскопи, а затим би било извршено лансирање. Од места доласка на место лансирања па до самог лансирања било је потребно 90 минута. Посада је место за ланисрање могла да напусти у року од 30 минута.
Овакав систем се показао веома успешан па је дневно ланисрано око 10 ракета V-2. После рата је констатовано да је захваљујући оваквом систему Немачка имала могућност да лансира преко 100 ових ракета дневно али да ју је у томе спречила несташица горива.
Ракета је могла бити испаљена са било које равни која је била довољно велика да се на њој усправи ракета. Систем за лансирање је био изузетно мала и покретна мета због чега до краја рата није забележено да је и једна ракета V-2 уништена приликом лансирања.

## Експериментална лансирања у Пенеминдеу 1942—44
| Број ракете | Датум              | Време сагоревања () | Домет () | Напомена                                                                               |
| ----------- | ------------------ | ------------------- | -------- | -------------------------------------------------------------------------------------- |
| 1           | 16. март 1942.     | -                   | 0        | Експлодирала на лансирању                                                              |
| 2           | 13. јун 1942.      | 36                  | 1.3      | Преврнула се                                                                           |
| 3           | 16. август 1942.   | 45                  | 8.7      | Отпао врх ракете                                                                       |
| 4           | 3. октобар 1943.   | 58                  | 190      | Преоштар угао лансирања, успешно                                                       |
| 5           | 21. октобар 1942.  | 84                  | 147      | Лош рад генератора паре                                                                |
| 6           | 9. новембар 1942.  | 54                  | 14       | Вертикални домет 67                                                                    |
| 7           | 28. новембар 1942. | 37                  | 8.6      | Преврнула се                                                                           |
| 9           | 9. децембар 1942.  | 4                   | 0.1      | Експлодирао водоник-пероксид                                                           |
| 10          | 7. јануар 1943.    | -                   | 0        | Експлозија при стартовању мотора                                                       |
| 11          | 25. јануар 1943.   | 64.5                | 105      | Преоштар угао, преврнула се                                                            |
| 12          | 17. фебруар 1943.  | 61                  | 196      | Прениско                                                                               |
| 13          | 19. фебруар 1943.  | 18                  | 4.8      | Пожар на репу                                                                          |
| 16          | 3. март 1943.      | 33                  | 1.0      | Ветикално узлетање, експлозија                                                         |
| 18          | 18. март 1943.     | 60                  | 133      | Преоштар угао узлетања, преврнула се                                                   |
| 19          | 25. март 1943.     | 28                  | 1.2      | Превртање, експлозија                                                                  |
| 20          | 14. април 1943.    | 66                  | 287      | Срушила се на копно                                                                    |
| 21          | 22. април 1943.    | 59                  | 252      | Срушила се на копно                                                                    |
| 22          | 14. мај 1943.      | 62                  | 250      | Отказао прекидач за гашење мотора                                                      |
| 26          | 26. мај 1943.      | 66.5                | 265      | -                                                                                      |
| 25          | 26. мај 1943.      | 40                  | 27       | Искључење мотора после 40                                                              |
| 24          | 27. мај 1943.      | 55                  | 138      | -                                                                                      |
| 23          | 1. јун 1943.       | 62                  | 235      | Прерано искључење мотора                                                               |
| 29          | 11. јун 1943.      | 63.5                | 238      | -                                                                                      |
| 31          | 16. јун 1943.      | 60.5                | 221      | Прерано искључење мотора                                                               |
| 28          | 22. јун 1943.      | 62.5                | 75       | Експлозија после 75 лета                                                               |
| 30          | 24. јун 1943.      | 65.1                | 287      | Отказао прекидач за гашење мотора, прво лансирање са испитног места                    |
| 36          | 26. јун 1943.      | 64.9                | 235      | -                                                                                      |
| 38          | 29. јун 1943.      | 15                  | 3        | Срушила се на аеродром                                                                 |
| 40          | 29. јун 1943.      | 63.6                | 236      | Удар није уочен                                                                        |
| 33          | 1. јул 1943.       | -                   | 0        | Икључење мотора на лансирању, експлозија                                               |
| 41          | 9. јул 1943.       | 4                   | 0.1      | Срушила се на пумпну станицу                                                           |
| 34          | 9. јул 1943.       | -                   | 0        | Икључење мотора на лансирању, експлозија                                               |
| -           | 12. август 1943.   | 64                  | ?        | Успешно лансирање                                                                      |
| -           | 6. октобар 1943.   | 68                  | ?        | Успешно лансирање, трајање лета 272 s; прво лансирање након напада од 17. августа 1943. |
| -           | 21. октобар 1943.  | 63                  | ?        | Успешно лансирање, трајање лета 286                                                    |
| -           | 4. децембар 1943.  | 63                  | ?        | Успешно лансирање, трајање лета 286                                                    |
| -           | 10. децембар 1943. | 69                  | ?        | Успешно лансирање, трајање лета 247                                                    |
| -           | 21. децембар 1943. | 33                  | ?        | Делимичан успех, прерано гашење мотора, трајање лета 104                               |
| -           | 7. јануар 1944.    | 43                  | ?        | Експлозија 43 након лансирања                                                          |
| -           | 27. јануар 1944.   | ?                   | ?        | Први експериментални лет ракете израђене у Мителверку, неуспех                         |
| -           | 2. март 1944.      | ?                   | ?        | Експлозија                                                                             |
| -           | 11. март 1944.     | 59                  | ?        | Трајање лета 282                                                                       |

За период после 1943. године постоји само некомплетна евиденција о експерименталним лансирањима ракете А4 у Пенеминдеу. Експериментална лансирања настављена су упркос снажним савезничким бомбардовањима током августа и јула 1943—44. године као и током фебруара 1945. године. Ракета А4/V-2, опремљена новим системом за навођење намењеним за ракету Васерфал (  – водопад), која је у ствари била конверзија ракете V-2 намењена за дејство против савезничких бомбардера, лансирана је 13. јуна 1944. године и срушила се у Шведској.
Ракета V-2, која је испаљена 30. маја 1944. срушила се у близини опитног центра Сарнаки над Бугијем. Делове ракете који су пали у близини реке Буг прикупила је Пољска домовинска армија. Делови ракете су у ноћи 25-26. јул 1944. пребачени авионом у Велику Британију.

## Производња V-2
Ракета V-2 је маосовно произвођена у подземном тунелском систему Мителверк испод планине Конштајн који је био део радног логора Мителбау-Дора у близини Нордхаузена у Немачкој. На производњи ракете V-2 радило је од краја 1943. године око 10.500 радника од којих су многи умрли од последица лоших услова за рад. У периоду од октобра 1943. године до марта 1944. године умрло је око 2.900 радника док су остали умрли углавном током транспорта у друге радне кампове. Смртност радника у појединим периодима износила је око 100 људи дневно. Главнину принудне радне снаге чинили су Руси, Пољаци и Французи иако је било и доста ратних заробљеника, страних радника и Немаца на принудном раду.

## Оперативна употреба
Прва ракетна јединица која је стекла оперативни статус била је Батерија 444. Ова јединица формирана је 2. септембра 1944. године у близини Уфализеа у Белгији са задатком да отпочне ракетне нападе на недавно ослобођени Париз. Следећег дана Батерија 485 упућена је у Хаг како би отпочела ракетне нападе на Лондон. У наредних неколико дана извршено је неколико неуспешних лансирања али су обе групе успешно дејствовале 8. септембра.
Дејства ове две батерије представљала су само врх санте леда. У наредних неколико месеци испаљено је око 3.172 ракете на следеће савезничке циљеве:
- Белгија: 1.664
  - Антверпен 1.610 (50% од укупног броја)
  - Лијеж 27
  - Хаселт 13
  - Торнај 9
  - Монс 3
  - Диест 2
- Француска: 76
  - Лил 25
  - Париз 22
  - Туркоин 19
  - Арас 6
  - Камбре 4
- Енглеска: 1.402
  - Лондон 1.358 (40% од укупног броја)
  - Норвич/Ипсвич 44
- На циљеве у Немачкој: 11
  - Ремаген 11
- Холандија: 19
  - Мастрихт 19

Неколико стотина лансираних ракета је експлодирало у лету и никада није ушло у савезничку статистику.
Последње две ракете експлодирале су 27. марта 1945. године на (или у близини) својих циљева. Број погинулих цивила у Лондону достигао је цифру од 7.000 што је у просеку двоје погинулих по лансирању. Ови подаци у великој мери умањују значај ракете V-2, али се мора имати у виду да је велики број ових ракета промашио свој циљ. Ракете које би погодиле свој циљ биле су изузетно смртоносне. У једној експлозији у Вулвичу, југоисточни Лондон, погинуло је 160 људи док је у Антверпену ракета погодила биоскоп и усмртила 567 људи. Такође, једна ракета V-2 значајно је оштетила докове у овом граду који су били од виталног значаја за снабдевање савезничких снага у Европи.

## Противмере
Као и V-1, V-2 је био отпоран на електронске противмере. За разлику од V-1, V-2 је захваљујући својој брзини и трајекторији лета био отпоран на ватру противавионске артиљерије и на нападе савезничких ловаца. V-2 летео је брзином четири пута већом од брзине звука, а на циљ се обрушавао са висине од 100 до 110 km. Једина активна одбрана од ове ракете била је уништавање лансирних положаја, што је било изузетно скупо и захтевало је ангажовање великог броја савезничких бомбардера. Други начин борбе против новог немачког оружја било је ширење дезинформација тј. лажних извештаја о резултатима дејства преко немачке шпијунске мреже у Британији која је заправо била под британском контролом.
Такође, забележен је случај када је један V-2, у фази полетања оборен митраљеском ватром из америчког бомбардера.
Коначно решење наступило је након брзог напредовања савезничких снага у Европи које су прегазиле положаје за лансирање рампе за ове ракете. Подземна фабрика за производњу ракета V-3 у Харц планинама у близини Нордхаузена никада није бомбардована.
Дана 3. марта 1945. године савезници су покушали да снажним бомбардерским нападом униште опрему за лансирање V-2 у близини Хага, али је због навигационе грешке бомбардован градски кварт у којем је погинуло 500 цивила.